# 皮斯科什涅
47°8′17″N 34°47′33″E / 47.13806°N 34.79250°E
皮斯科什涅（烏克蘭語：Піскошине）是位於烏克蘭東南部的村莊，由扎波羅熱州梅利托波爾區的韋塞萊市鎮負責管轄。該村始建於1837年，面積2.63平方公里，海拔高度75米，2001年人口544，人口密度每平方公里206.8人。